# Juan Fariñas Ugalde
Juan Fariñas Ugalde (Santiago, Imperio español, 1765 - Elqui, 1833) fue un sacerdote y político patriota chileno.

## Vida
Hijo del gallego José Antonio Fariñas y de Francisca Ugalde. Profesó en el Convento de La Merced (1783).
Fue un férreo simpatizante con la causa patriota durante la guerra de la independencia. Se distinguió por su afición al periodismo. En La Serena publicó "El Imparcial" y "El Coquimbano". En Santiago redactó "El Avisador Imparcial" (1827), siendo senador y un audaz pipiolo, sostenedor del general Francisco Antonio Pinto. 
En 1830 fue denunciado por el gobierno conservador ante el obispo Manuel Vicuña Larraín, por servir mal su parroquia de Elqui, abandonándola sin licencia, permitiéndose nombrar él mismo su sustituto. El obispo le suspendió mientras se tramitaba su proceso, que probablemente no le acarrearía sentencia adversa.

## Actividades Políticas
Fue diputado representante de La Serena y Elqui (1827-1828), durante ese período ejerció como Vicepresidente de la Cámara de Diputados (1827).
Elegido senador, representante de la provincia de Aconcagua (1828-1829), elegido como Presidente del Senado (1828-1829).
Volvió a ser diputado por Santiago y Senador por Aconcagua 1829-1830.
Diputado, ahora representando a Quillota y Limache (1831-1834 y 1834-1837). Siendo Presidente de la Cámara de Diputados ente 1835-1836.
| Predecesor: Bernardo del Solar Marín  | Presidente del Senado 25 de abril de 1828 - 3 de abril de 1829                 | Sucesor: Francisco Ramón Vicuña Larraín |
| Predecesor: Manuel Camilo Vial Formas | Presidente de la Cámara de Diputados 11 de enero de 1835 - 21 de abril de 1836 | Sucesor: Manuel Rengifo Cárdenas        |